# Ancien palais de justice de Caen
L' ancien palais de justice de Caen, dit aussi palais Fontette, est un ancien palais de justice construit sur la place Fontette, dans le centre-ville ancien de Caen, entre la fin du XVIIIe siècle et le milieu du XIXe siècle. Il est désaffecté depuis juillet 2015.

## Situation
L'ancien palais de justice est situé dans le centre-ville ancien de Caen. Son terrain d'assiette est compris entre la rue Saint-Manvieu au nord, la rue Bertauld à l'ouest, la place Fontette et la place Saint-Sauveur au sud et une rue fermée à la circulation, parfois nommée rue du Bailliage, à l'est.

## Histoire

### Années 1780 – Années 1810: construction de la première partie
En 1758, on émet l'idée de réunir dans un même bâtiment le bailliage et le bureau des finances de la généralité de Caen. On décide de construire cet édifice dans la partie nord de la place Fontette, alors en cours d'aménagement. De fait, la construction de ces bâtiments s’insère dans un projet de réaménagement urbain plus large dont seule une partie est finalement réalisée. En 1779, les plans dressés par Armand Lefebvre, ingénieur des ponts et chaussées de la généralité de Caen, sont acceptés. Les adjudications pour la construction des prisons sont passées le 13 octobre 1781 et celles pour la salle d'audience du bailliage le 26 octobre ; il faut attendre le 28 mai 1787 pour que les travaux de construction de la façade principale sur la place Fontette soient adjugés. Les travaux commencent cependant dès 1783 et les prisonniers sont transférés en 1792 dans le nouveau pénitencier construit à l'emplacement de l'ancienne tour Chastimoine.
En 1789, le gros œuvre est terminé. Bien que le bâtiment ne soit pas achevé, les institutions judiciaires s'y installent en mars 1791. Le bâtiment est officiellement inauguré le 11 février 1792 sans qu'il ne soit réellement terminé. Les différentes institutions s'entassent dans le bâtiment et de nouvelles salles sont créées en cloisonnant la salle dite des procureurs (salle des pas perdus). En 1804, le tribunal civil part s'installer dans le palais des facultés, ce qui permet de relancer des travaux pour améliorer la distribution intérieure et finir les travaux de second œuvre. Les travaux reprennent lentement en 1808 sous la direction de l'architecte départemental Jean-Baptiste Harou-Romain. La façade principale est achevée à cette époque. L'escalier de droite est construit en 1816. En 1817, le frontispice de la façade sud est remplacé par l'actuel fronton. Cette année-là, les travaux de la première partie du palais sont terminés.

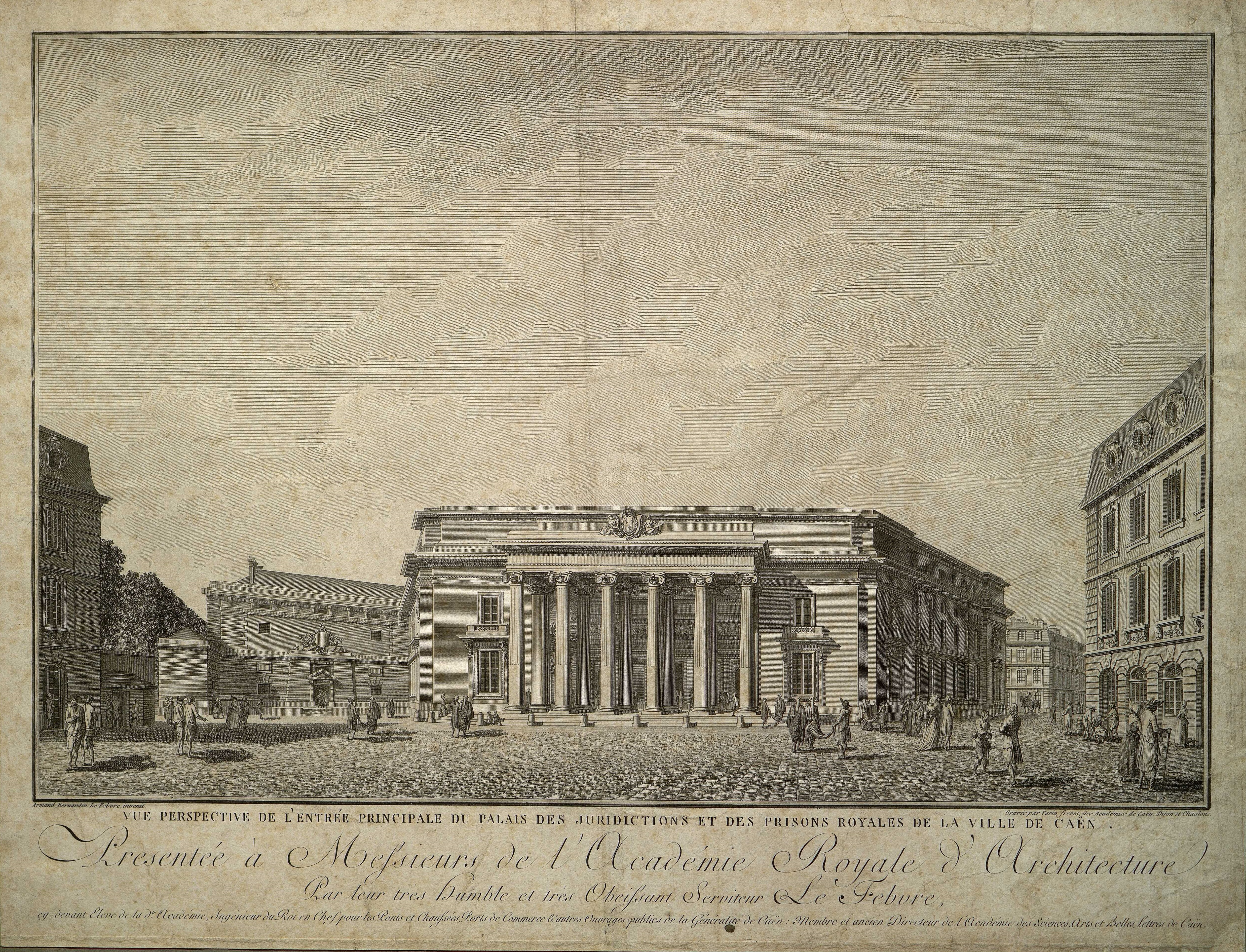
Le projet initial de 1788.
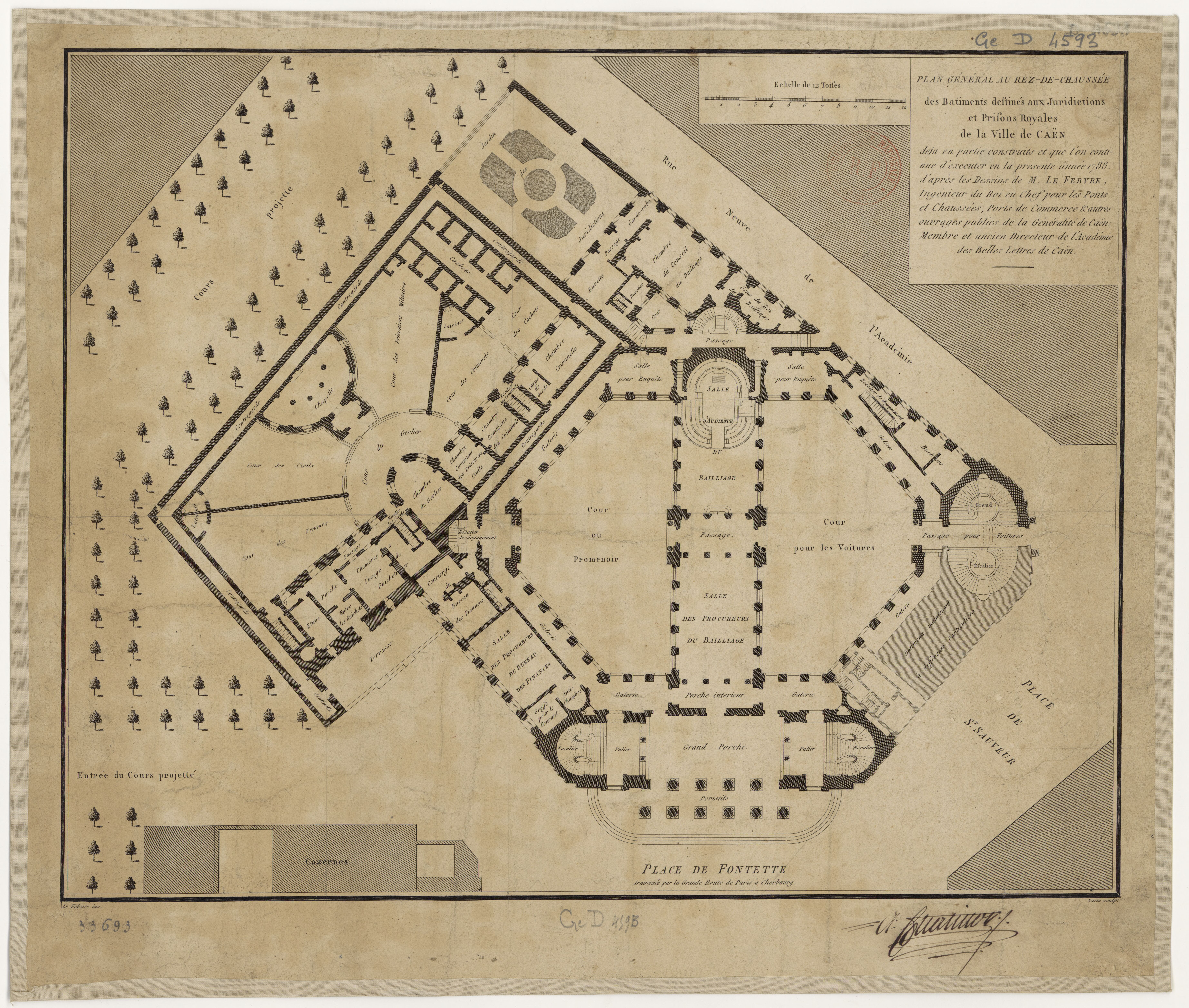
Plan de 1788 (rez-de-chaussée).

### Années 1830 – Années 1860: construction de la seconde partie et premiers réaménagements
L'État entame la construction de la partie est du palais afin d'y abriter la cour Royale et ainsi permettre le retour du tribunal civil dans la partie ouest du bâtiment (appartenant au Département). Les plans de Nicolas-Philippe Harou-Romain, fils du précédent architecte, sont approuvés le 26 février 1830. Des immeubles sur la place Saint-Sauveur sont démolis pour permettre la construction de la nouvelle aile qui commence en 1831 pour s'achever en 1842. Paul Vérolle reprend la direction des travaux sans changer les plans. Le tribunal civil, ainsi que le tribunal correctionnel prennent possession de leurs locaux en 1843. Sous le grand proche, l'escalier oriental est achevé en 1846. La porte sur la place Saint-Sauveur est réalisée en 1847. Une rue, fermée par des grilles en 1849, est créé à l'est entre la place Saint-Sauveur et la rue Saint-Manvieu. Les aménagements extérieurs prennent fin à la même période : en 1840, les colonnes, trop fragiles, doivent être restaurées ; en 1847, le perron en granit de Vire et les grilles sont installés ; enfin en 1849, deux haut-reliefs sont installés sur la façade principale. Ces deux groupes sculptés, représentation allégorique de La Force et La Loi, sont l’œuvre de Léon Falconnier.

Œuvres de Léon Falconnier
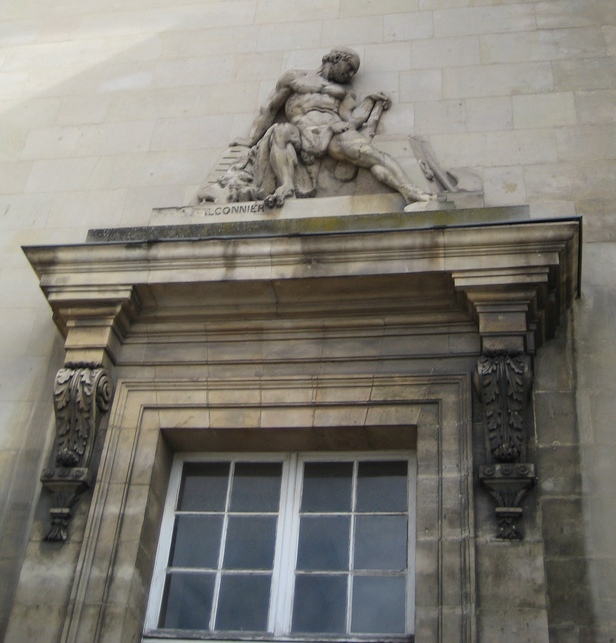
La Force.
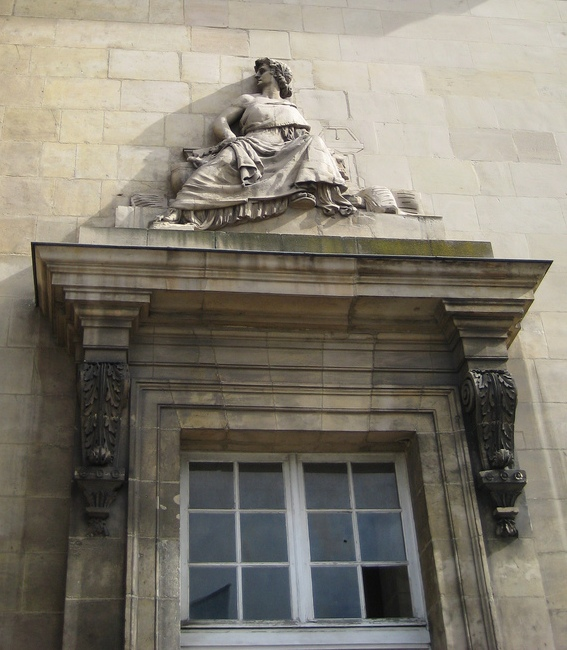
La Loi.

En 1844, puis en 1848, Paul Vérolle propose de réaménager l'aile centrale. Les plans dessinés par son successeur Léon Marcotte pour ce réaménagement, comprenant la reconstruction de la grande salle des audiences, sont approuvés en mars 1865 et les travaux sont terminés vers 1868.

### Réaménagements postérieurs

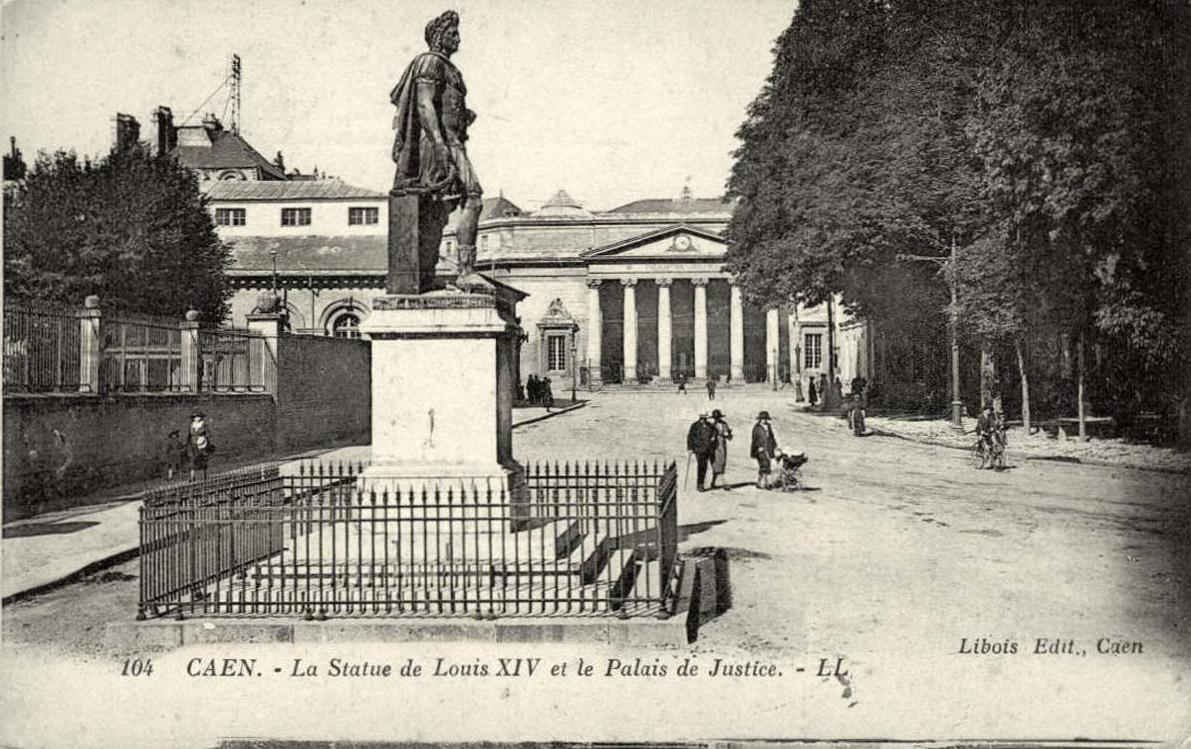
Le palais de justice au début du XXe siècle.

En septembre 1906, le conseil municipal approuve l'acquisition de la prison attenante au palais de justice. Celle-ci est rasée pour percer une nouvelle voie entre la place Fontette et la rue Saint-Manvieu. La façade nord-ouest du palais de justice donnant sur cette nouvelle rue, baptisée rue Charles Bertaud en octobre 1907, est reconstruite par Auguste Nicolas, architecte du département, qui imita le style original du bâtiment,.
En 1898, est installé en bas du grand escalier de la cour d'Appel un monument en l'honneur d'Alexandre Carel, réalisé par Charles Lemarquier. En 1928, est inauguré en haut de ce même escalier un monument en l'honneur de Louis Guillouard, également réalisé par Charles Lemarquier.
Il est un temps prévu de construire un nouveau palais de justice à la Pigacière sur des terrains appartenant à l'institut Lemonnier. Mais le projet est abandonné au profit d'un réaménagement du palais Fontette. En janvier 1974, un projet de restructuration du palais, présenté par Pierre Auvray et Jean Marie Chevalier, est approuvé par le conseil général. Une partie du bâtiment est inscrit à l'inventaire supplémentaire des monuments historiques par arrêté du 16 avril 1975. De 1975 à 1977, des travaux sont menées pour couvrir la cour intérieure occidentale afin de créer trois salles d'audience, d'aménager les archives du greffe et d'installer une chaufferie,. Au nord, sur la rue Saint-Manvieu, est construit en 1979 le tribunal pour enfants à l'emplacement des anciennes cours de la prison.  Dans la partie ouest, les décors intérieurs du XVIIIe siècle, remaniés au siècle suivant, sont alors détruits sans être documentés au préalable. En 1983, la salle des assises est divisée en trois niveaux,. Un nouveau concours est organisé en 1987-1988 pour l'extension et la restructuration du palais, mais le projet est abandonné.

### Désaffectation progressive et reconversion
Un nouveau palais de justice est construit sur la place Gambetta en 1996 afin de loger la cour d’appel, la cour d'assises, le conseil de prud'hommes et le tribunal de commerce ; le tribunal d'instance étant installé dans l'hôtel Daumesnil, le tribunal de grande instance est le seul à occuper les locaux de la place Fontette. Le bâtiment nécessite une opération de restructuration lourde (défaut de solidité des planchers sur environ 50 % des surfaces du bâtiment et fragilisation des façades). Une importante restructuration du site est projetée, mais, en raison du coût jugé trop lourd, le ministère de la Justice renonce à restaurer le bâtiment et décide donc de faire construire un nouveau bâtiment sur la presqu'île portuaire. Les dernières audiences dans le palais Fontette ont lieu le 23 juillet 2015, le nouveau palais de justice ouvrant ses portes le 28 juillet.
Lors du conseil municipal du 30 mars 2015, l'opportunité de déplacer le centre de congrès de Caen dans le palais Fontette est évoquée sans qu'aucune décision ne soit prise à ce stade. Lors du conseil municipal du 14 mai 2018, est inscrite à l'ordre du jour une information relative au lancement d'un appel d'offres en vue de reconvertir l'ancien palais de justice en hôtel de luxe à l'instar de ce qui a été fait avec l'ancien palais de justice de Nantes (actuel Hôtel Radisson Blu). Après rachat du bâtiment à l'État et au conseil départemental du Calvados, la Ville de Caen devient officiellement propriétaire du palais Fontette le 20 novembre 2018. Le 17 septembre 2019, il est annoncé lors d'une conférence de presse que le bâtiment sera reconverti en hôtel quatre étoiles de 159 chambres ; un centre d'affaires doit être également construit à l'emplacement de l'ancien tribunal pour enfants, après démolition de ce dernier. Ce nouvel équipement, dont l'ouverture est attendue au mieux pour 2026, devrait remplacer l'actuel centre de congrès de Caen. Le 21 mai 2025 toutefois, le tribunal administratif de Caen annule le permis de construire du fait du non respect des règles d'urbanisme et de protection du patrimoine lors de l'instruction du permis.

## Architecture
Au cours du XXe siècle, le palais de justice a fait l'objet de nombreux travaux qui ont modifié considérablement la disposition des pièces et leurs décors. Seule la Cour d'appel a conservé son organisation originelle. 
Sont inscrits à l'inventaire supplémentaire des monuments historiques par arrêté du 16 avril 1975 : 
- les deux escaliers de la cour d'appel,
- la salle des abeilles avec son décor,
- les façades et les toitures de l'ensemble des bâtiments,
- le péristyle,
- le vestibule.

Le bâtiment est construit en pierre de Caen.
L'ancienne grande salle d'audience a conservé son décor des années 1860. Les trumeaux sont ornés d'une toile tendue sur laquelle est peint sur fond bleu marine un semis d'abeille, symbole du Second Empire,.

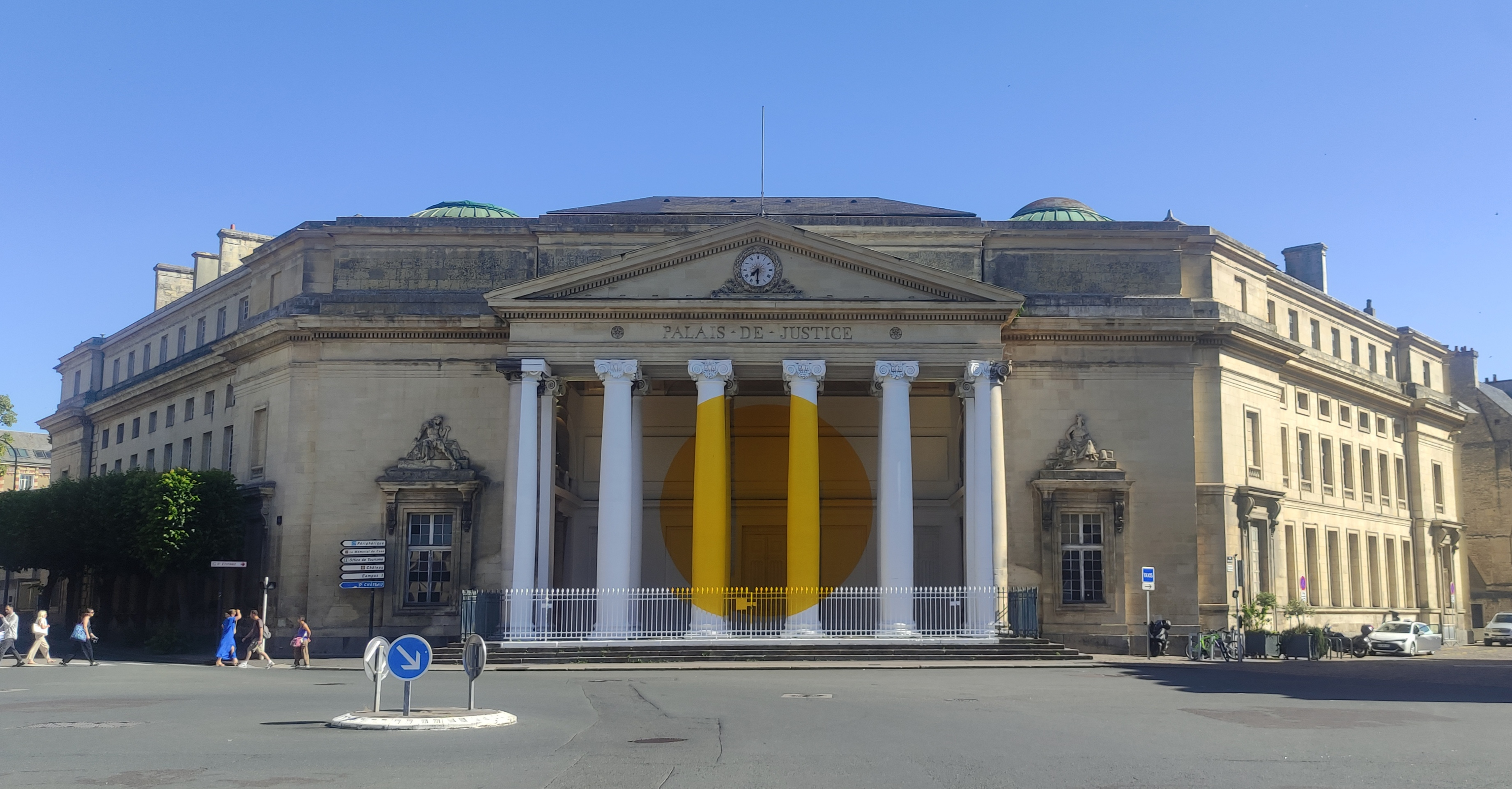
Œuvre de Georges Rousse dans le cadre du Millénaire de Caen.
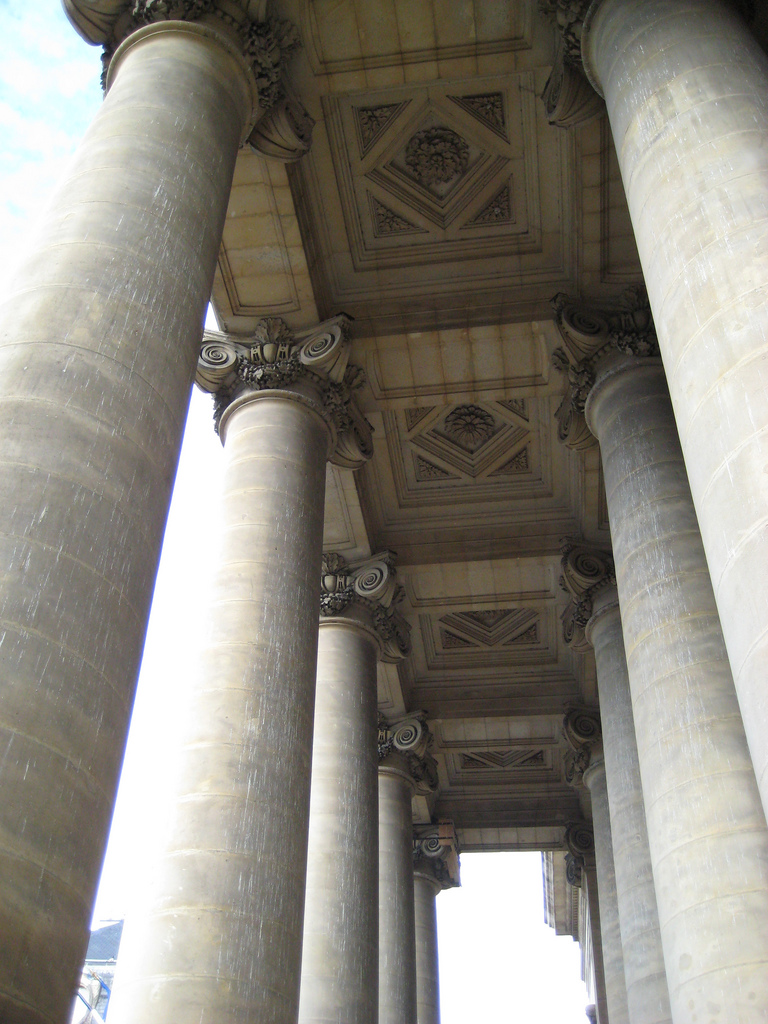
Le péristyle.
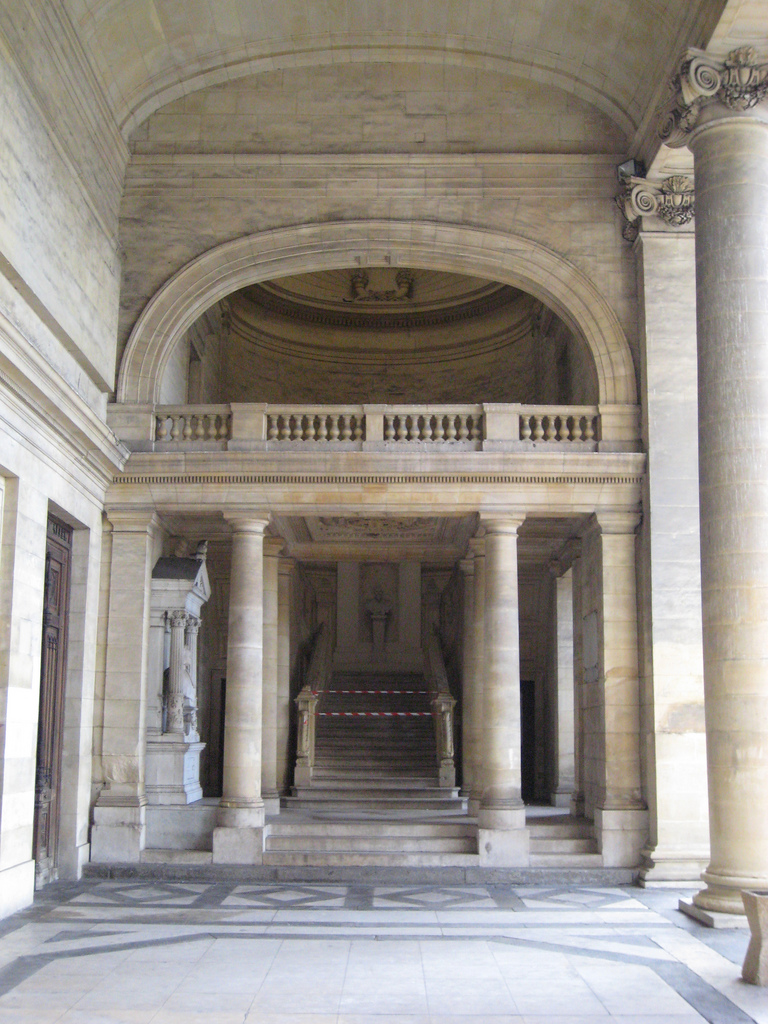
L'escalier droit de la cour d'appel ; avec à gauche au pied de l'escalier le monument à Alexandre Carel, et en haut le monument à Louis Guillouard.
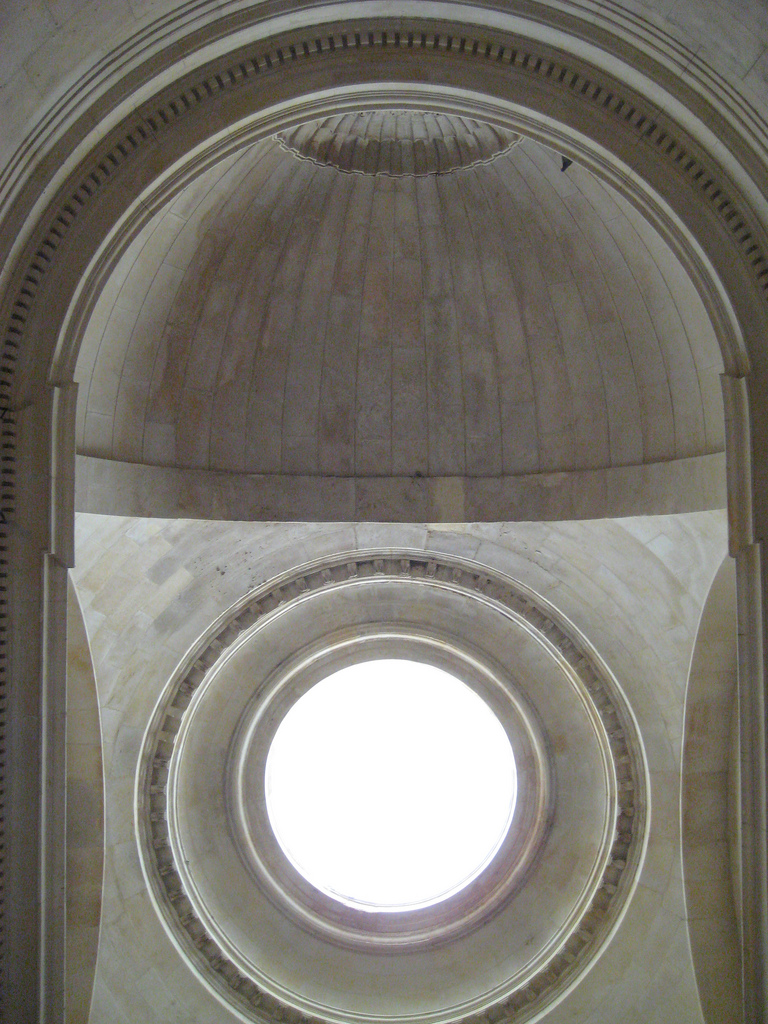
Oculus dans le plafond de l'escalier droit de la cour d'appel.
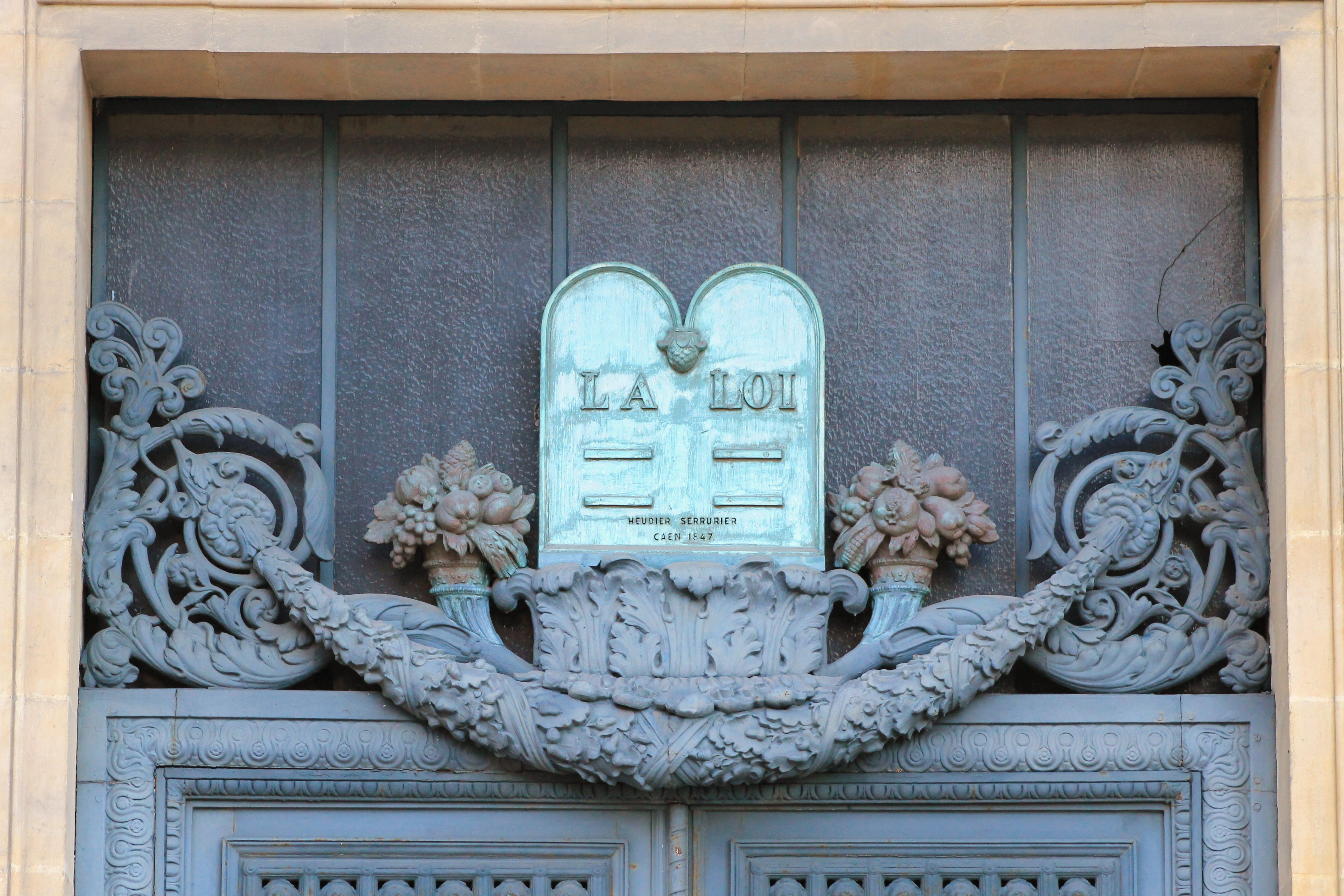
Les tables de la Loi au-dessus de la porte, place Saint-Sauveur.
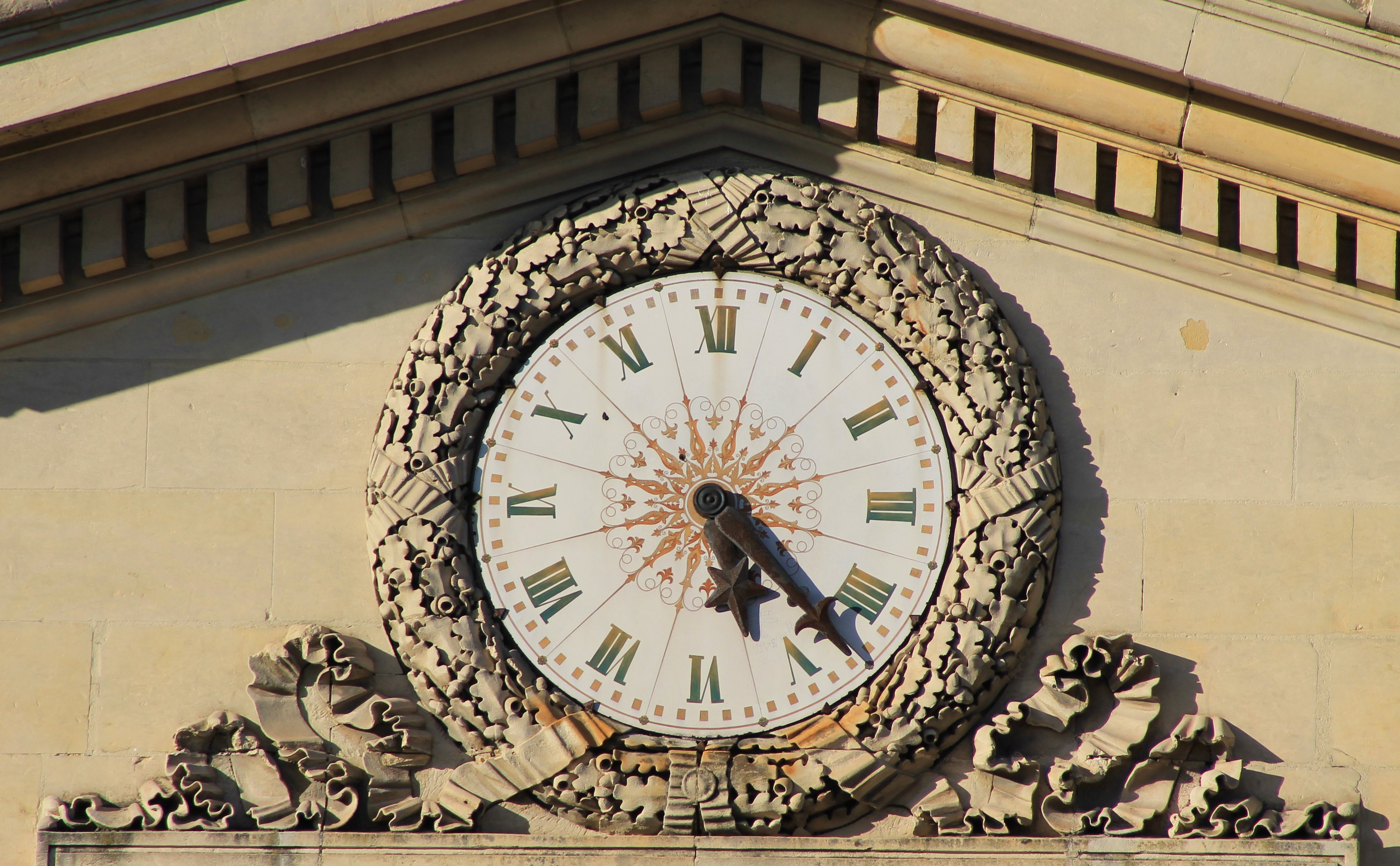
Détail de l'horloge sur le fronton, place Fontette.

### Monument à Alexandre Carel
En juillet 1896, Alexandre Carel, meurt soudainement à 63 ans. Membre de la bonne société caennaise, il est également reconnu au niveau national. Louis Guillouard, le nouveau bâtonnier de l'ordre des avocats du barreau de Caen, demande à l'État d'autoriser la construction d'un monument à sa mémoire dans l’enceinte du palais de justice. L'autorisation est donnée le 13 juillet 1897. Une souscription est lancée afin d'élever une statue. Mais les financements sont insuffisants et c'est finalement un buste qui est choisi. Le projet conçu par Auguste Nicolas, l'architecte départemental, est toutefois monumental. La réalisation du buste est confiée à Charles Lemarquier, sculpteur d'origine caennaise alors en début de carrière, et celle de la stèle à Francis et Aimé Jacquier (sculpteurs caennais). Le monument est inauguré le 5 juillet 1898,.
Le monument est conçu comme un édicule qui rappelle l'architecture des « temples de la justice » . Deux colonnes soutiennent un fronton surbaissé. Le tout est animé animée par de nombreux détails décoratifs (chapiteaux corinthiens, base des fûts, acrotère au sommet). Au milieu du fronton, sont gravés les mots « LA LOI ». Sur l'architrave, il est inscrit « ALEX CAREL AVOCAT ». À la base du monument, est écrite la devise « forum et jus » (la justice et le droit), comme sur le fronton du monument à Pierre-Antoine Berryer dans le palais de justice de Paris. Au centre, se trouve le buste d'Alexandre Carel, « très ressemblant et expressif ». Placé au pied d'un des grands escaliers, le monument est protégé des intempéries et a ainsi pu être réalisé intégralement en marbre blanc, plutôt qu'en bronze. Cela permet notamment des compostions plus décoratives. Le buste se détache sur un fond en mosaïque en or orné de branches d'olivier. Cette œuvre « témoigne d'un art volontiers emphatique, typique de la fin du XIXe siècle ». 

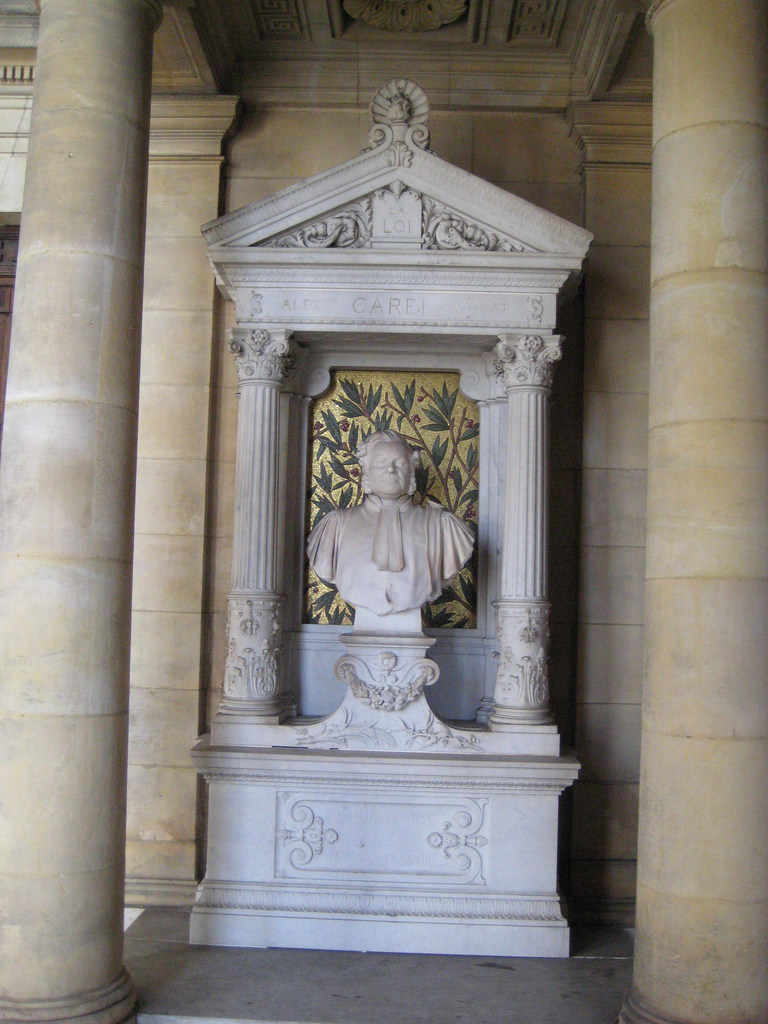
Monument à Alexandre Carel, par Charles Lemarquier.

### Monument à Louis Guillouard
Louis Guillouard meurt à son tour le 26 janvier 1925. Le barreau de Caen se hâte de lancer une souscription et la municipalité accepte de participer au financement. Il est à nouveau fait appel à Charles Lemarquier, devenu maintenant un artiste confirmé. Le monument est inauguré le 28 octobre 1928 en présence d'Henri Chéron, président du conseil général et ministre du Commerce, de l'industrie, des postes et des télégraphes et de l'aéronautique, d'Albert Sarraut, ministre de l'Intérieur, et de Raymond Poincaré, président du Conseil,,.
Placé en haut du grand escalier de la cour d'appel, ce monument, également réalisé en marbre, fait écho au monument à Alexandre Carel. On retrouve un buste, très ressemblant, se détachant sur fond décoratif (mandorle de feuillage d'olivier) inséré dans un cadre architectural. Mais sa composition, dans laquelle on peut noter l'influence de l'Art déco naissant, est beaucoup plus simple. Le buste est posé sur un socle en fuseau. Il est encadré par une architecture très sobre en faible relief.
Placé sur le palier en retour dans l'axe de l'escalier, il bénéficie, grâce à l'oculus perçant la voûte, d'un éclairage zénithal « qui lui donne un caractère dramatique ».

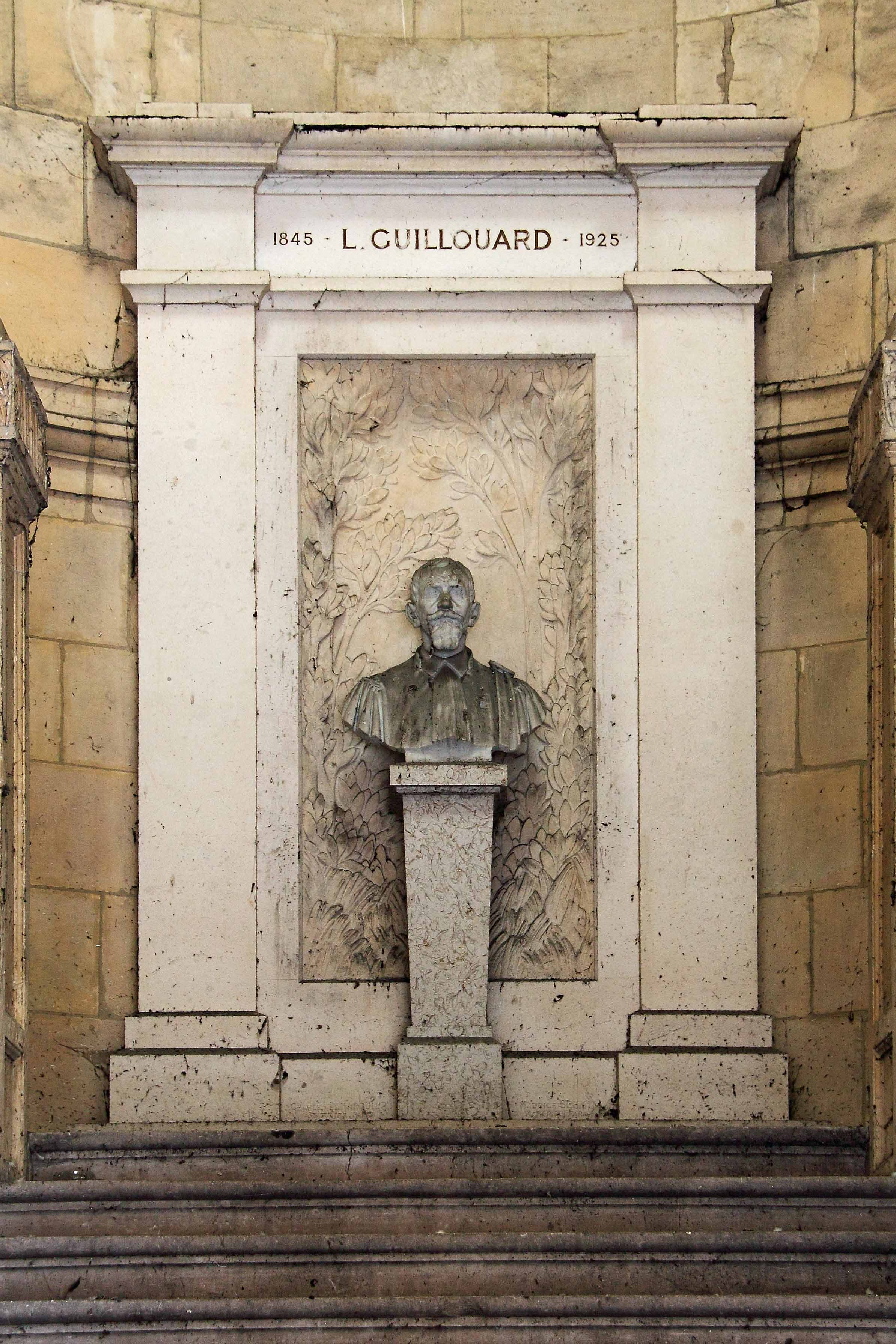
Monument à Louis Guillouard, par Charles Lemarquier.

## Lieu de tournage
Le bâtiment a été utilisé comme décor dans plusieurs films :
- plusieurs scènes du film La Horse, sorti en salles en février 1970[20] ;
- un épisode de la série Meurtres à... (Meurtres à Omaha Beach - Le Mort de la plage) en 2018[21] ;
- Bowling Saturne en 2022[22].